# Сен-Женест-Лашан
Сен-Жене́ст-Лаша́н (фр. Saint-Genest-Lachamp, окс. Sant Genest Lachamp) — коммуна во Франции, находится в регионе Рона — Альпы. Департамент коммуны — Ардеш. Входит в состав кантона Ле-Шейлар. Округ коммуны — Турнон-сюр-Рон.
Код INSEE коммуны — 07239.

## Население
Население коммуны на 2008 год составляло 101 человек.
| 1962 | 1968 | 1975 | 1982 | 1990 | 1999 | 2008 |
| ---- | ---- | ---- | ---- | ---- | ---- | ---- |
| 188  | 214  | 167  | 156  | 132  | 104  | 101  |

## Экономика
В 2007 году среди 62 человек в трудоспособном возрасте (15—64 лет) 37 были экономически активными, 25 — неактивными (показатель активности — 59,7 %, в 1999 году было 59,6 %). Из 37 активных работали 33 человека (20 мужчин и 13 женщин), безработными были 4 женщины. Среди 25 неактивных 2 человека были учениками или студентами, 14 — пенсионерами, 9 были неактивными по другим причинам.